# Casa Loud: Mai gălăgioasă ca niciodată
Casa Loud: Mai gălăgioasă ca niciodată (engleză The Really Loud House) este un sitcom de comedie american pentru adolescenți dezvoltat de Tim Hobert, care a avut premiera în Statele Unite pe Nickelodeon pe 3 noiembrie 2022. Este un spin-off live-action al serialului Casa Loud, folosind câțiva dintre actorii care au apărut în filmul de televiziune din 2021 Un Crăciun cu Familia Loud.
În România, serialul a avut premiera pe 22 mai 2023 pe canalul Nickelodeon.

## Despre serial
La fel ca și serialul de desene animate, această adaptare live-action îl înfățișează pe Lincoln Loud, în vârstă de 12 ani, supraviețuind într-o casă cu zece surori, unde de obicei apare haosul. Lincoln călătorește, de asemenea, în aventuri cu cel mai bun prieten al său, Clyde McBride, prin orașul Royal Woods, Michigan.

## Distribuție

### Principale
- Wolfgang Schaeffer ca Lincoln Loud, fiul mijlociu al familiei Loud și singurul băiat
- Jahzir Bruno ca Clyde McBride, cel mai bun prieten al lui Lincoln
- Eva Carlton ca Leni Loud, sora mai mare a lui Lincoln, dar la modă
- Sophia Woodward ca Luna Loud, sora mai mare a lui Lincoln, care este muziciană
- Catherine Bradley ca Luan Loud, sora mai mare comică a lui Lincoln, care are un manechin numit Dr. Nucă de Cocos
- Annaka Fourneret ca Lynn Loud Jr., sora mai mare atletică a lui Lincoln
- Aubin Bradley ca Lucy Loud, sora mai mică gotică a lui Lincoln
- Lexi Janicek ca Lisa Loud, sora mai mică inventatoare a lui Lincoln
- Ella Allan ca Lola Loud, sora mai mică plină de farmec a lui Lincoln și geamăna Lanei
- Mia Allan ca Lana Loud, sora mai mică a lui Lincoln și geamăna lui Lola
- Jolie Jenkins ca Rita Loud, matriarha familiei Loud
- Brian Stepanek ca Lynn Loud Sr., patriarhul familiei Loud și proprietarul Lynn's Table
  - Brian Stepanek interpretează vocea Robotului Todd, asistentul robot a Lisei

### Secundare
- Lexi DiBenedetto ca Lori Loud, fiica cea mare a familiei Loud care urmează Universitatea Fairway
- August Michael Peterson ca Lily Loud, cea mai tânără membră a familiei Loud
- Stephen Guarino ca Howard McBride, unul din tații lui Clyde
- Ray Ford ca Harold McBride, unul din tații lui Clyde
- Gavin Maddox Bergman ca Liam Hunnicutt, prietenul lui Lincoln, care trăiește în fermă
- Nolan Maddox ca Rusty Spokes, prietenul lui Lincoln
- Bella Blanding ca Charlie Uggo, draga lui Lincoln care a venit din Tennessee

## Episoade
| Premiera originală | Premiera în România   | Nr | Titlu în română                                       | Titlu în engleză                                                  |  |
| ------------------ | --------------------- | -- | ----------------------------------------------------- | ----------------------------------------------------------------- |  |
|                    |                       |    |                                                       |                                                                   |  |
| SEZONUL 1          |                       |    |                                                       |                                                                   |  |
|                    |                       |    |                                                       |                                                                   |  |
| 03.11.2022         | 22.05.2023            | 1  | Masculul mereu pregătit                               | The Macho Man with the Plan                                       |  |
|                    |                       |    |                                                       |                                                                   |  |
| 10.11.2022         | 21.11.2023 (TeenNick) | 2  | Treburi casnice                                       | The Chore Thing                                                   |  |
|                    |                       |    |                                                       |                                                                   |  |
| 17.11.2022         | 24.05.2023            | 3  | Dilema coșurilor                                      | The Blemish Dilemish                                              |  |
|                    |                       |    |                                                       |                                                                   |  |
| 24.11.2022         | 26.05.2023            | 4  | Înghețata lăudată                                     | The Banana Split Decision                                         |  |
|                    |                       |    |                                                       |                                                                   |  |
| 01.12.2022         | 23.05.2023            | 5  | Ro-Frate                                              | Ro-Bro                                                            |  |
|                    |                       |    |                                                       |                                                                   |  |
| 08.12.2022         | 29.11.2023 (TeenNick) | 6  | Vreau să te țin de mână                               | I Wanna Hold Your Hand                                            |  |
|                    |                       |    |                                                       |                                                                   |  |
| 05.01.2023         | 29.05.2023            | 7  | Tipul care îți dă avânt                               | The Guy Who Makes You Fly                                         |  |
|                    |                       |    |                                                       |                                                                   |  |
| 12.01.2023         | 25.05.2023            | 8  | Impresarul mereu pregătit                             | The Manager with the Planager                                     |  |
|                    |                       |    |                                                       |                                                                   |  |
| 19.01.2023         | 30.10.2023            | 9  | Trup și Suflet                                        | Heart and Soul                                                    |  |
|                    |                       |    |                                                       |                                                                   |  |
| 26.01.2023         | 31.10.2023            | 10 | N-ai voie să intri                                    | No Louds Allowed                                                  |  |
|                    |                       |    |                                                       |                                                                   |  |
| 02.02.2023         | 30.05.2023            | 11 | Prințesa și Smaraldul Veșnic                          | The Princess and the Everlasting Emerald: A Royal Woods Fairytale |  |
|                    |                       |    |                                                       |                                                                   |  |
| 09.02.2023         | 31.05.2023            | 12 | Prințesa și Smaraldul Veșnic                          | The Princess and the Everlasting Emerald: A Royal Woods Fairytale |  |
|                    |                       |    |                                                       |                                                                   |  |
| 01.06.2023         | 01.11.2023            | 13 | Ce este o mamă de refăcut?                            | What's a Mother to Redo                                           |  |
|                    |                       |    |                                                       |                                                                   |  |
| 08.06.2023         | 02.11.2023            | 14 | Mai bine împreună                                     | Better Together                                                   |  |
|                    |                       |    |                                                       |                                                                   |  |
| 15.06.2023         | 03.11.2023            | 15 | Eroul de lângă tine                                   | Home Is Where the Hero Is                                         |  |
| 15.06.2023         |                       |    |                                                       |                                                                   |  |
| 15.06.2023         | 06.12.2023            | 16 | Silabe și Farse                                       | Spelling and Doorbelling                                          |  |
|                    |                       |    |                                                       |                                                                   |  |
| 22.06.2023         | 04.12.2023            | 17 | '                                                     | Sweet Dreams Are Made of Cheese                                   |  |
| 22.06.2023         |                       |    |                                                       |                                                                   |  |
| 22.06.2023         | 07.12.2023            | 18 | Totu-i permis în dragoste și la petreceri în pijamale | All Fair in Love and Sleepovers                                   |  |
|                    |                       |    |                                                       |                                                                   |  |
| 29.06.2023         | 06.12.2023            | 19 | Un amic de iubit                                      | Some Buddy to Love                                                |  |
| 29.06.2023         |                       |    |                                                       |                                                                   |  |
| 29.06.2023         | 08.12.2023            | 20 | Micuța domnișoara talentată                           | Little-ol-lady-whoooo Has Talent                                  |  |
|                    |                       |    |                                                       |                                                                   |  |
| SEZONUL 2          |                       |    |                                                       |                                                                   |  |
|                    |                       |    |                                                       |                                                                   |  |
| 19.02.2024         |                       | 21 | '                                                     | A Musical to Remember                                             |  |
|                    |                       |    |                                                       |                                                                   |  |
| 06.03.2024         |                       | 22 | '                                                     | The Tennessee Surprise: Love Is in the Air                        |  |
|                    |                       |    |                                                       |                                                                   |  |
| 13.03.2024         |                       | 23 | '                                                     | Last Friend Standing                                              |  |
|                    |                       |    |                                                       |                                                                   |  |
| 20.03.2024         |                       | 24 | '                                                     | Louder by the Dozen                                               |  |
|                    |                       |    |                                                       |                                                                   |  |
| 03.06.2024         |                       | 25 | '                                                     | Nice Guys Finish First                                            |  |
|                    |                       |    |                                                       |                                                                   |  |
| 04.06.2024         |                       | 26 | '                                                     | Loud Family Court: The Flames of Justice                          |  |
|                    |                       |    |                                                       |                                                                   |  |
| 05.06.2024         |                       | 27 | '                                                     | Get Out of Dodgeball                                              |  |
|                    |                       |    |                                                       |                                                                   |  |
| 10.06.2024         |                       | 28 | '                                                     | Louds in Love                                                     |  |
|                    |                       |    |                                                       |                                                                   |  |
| 11.06.2024         |                       | 29 | '                                                     | The Other Man with Way Better Plans                               |  |
|                    |                       |    |                                                       |                                                                   |  |
| 12.06.2024         |                       | 30 | '                                                     | McLouds vs. Machine                                               |  |
|                    |                       |    |                                                       |                                                                   |  |
| 17.06.2024         |                       | 31 | '                                                     | Loud Blues                                                        |  |
|                    |                       |    |                                                       |                                                                   |  |
| 18.06.2024         |                       | 32 | '                                                     | Little Sisters' Big Adventure                                     |  |
|                    |                       |    |                                                       |                                                                   |  |
| 19.06.2024         |                       | 33 | '                                                     | The Boyfriend Stays in the Picture                                |  |
|                    |                       |    |                                                       |                                                                   |  |
| 18.09.2024         |                       | 34 | '                                                     | The Man with the Backup Plan                                      |  |
| 25.09.2024         |                       | 35 | '                                                     | The Odyssey                                                       |  |
| 02.10.2024         |                       | 36 | '                                                     | A Tale of Three Parties                                           |  |
| 09.10.2024         |                       | 37 | '                                                     | Game Night                                                        |  |
| 16.10.2024         |                       | 38 | '                                                     | Epic Tales of Epic Fales: The Madman with the Plan                |  |
| 26.11.2024         |                       | 39 | '                                                     | A Really Loud Thanksgiving: The Gobble Squabble Debacle           |  |